# Apango
Apango è una città, sede del comune di Mártir de Cuilapán, nello Stato messicano di Guerrero. Si trova nella regione centrale dello Stato, a circa 35 km dal capoluogo Chilpancingo.

## Società

### Evoluzione demografica
Secondo i dati forniti dall'Istituto Nazionale di Statistica, Geografia e Informatica, nel 2005 la città di Apango aveva 3 981 abitanti, di cui 1870 maschi e 2111 femmine.